# Avenue Henri-Guillaumet
L'avenue Henri-Guillaumet (en occitan : avenguda Enric Guillaumet) est une voie de Toulouse, chef-lieu de la région Occitanie, dans le Midi de la France.

## Situation et accès

### Description
L'avenue Henri-Guillaumet est une voie publique. Elle traverse le quartier de la Juncasse-Argoulets.
La chaussée compte une voie de circulation automobile dans chaque sens. Elle appartient à une zone 30 et la vitesse y est limitée à 30 km/h.

### Voies rencontrées
L'avenue Henri-Guillaumet rencontre les voies suivantes, dans l'ordre des numéros croissants (« g » indique que la rue se situe à gauche, « d » à droite) :
1. Avenue de la Colonne (g)
2. Impasse de Salonique (d)
3. Avenue Jacques-Chirac
4. Rue David-Elbaz (d)
5. Rue de la Chaumière (g)
6. Rue Jean-Jacques-Rousseau (d)
7. Rue du CEAT (g)
8. Rue d'Alger (g)
9. Rue Jean-Poncelet (d)
10. Rue d'Oran (g)
11. Rue René-Descartes (d)
12. Rue Léon-Say (d)
13. Rue Louis-Plana

### Transports
L'avenue Henri-Guillaumet n'est pas directement desservie par le réseau de transports en commun Tisséo. Elle est cependant, dans sa première partie presque parallèle à l'avenue Jacques-Chirac, parcourue par la ligne de bus 37, et elle débouche sur l'avenue Léon-Blum, qui permet d'accéder à la station de métro Jolimont sur la ligne de métro . Enfin, au nord, l'avenue croise la rue Louis-Plana, où se trouvent les arrêts de la ligne de bus 19.

## Odonymie

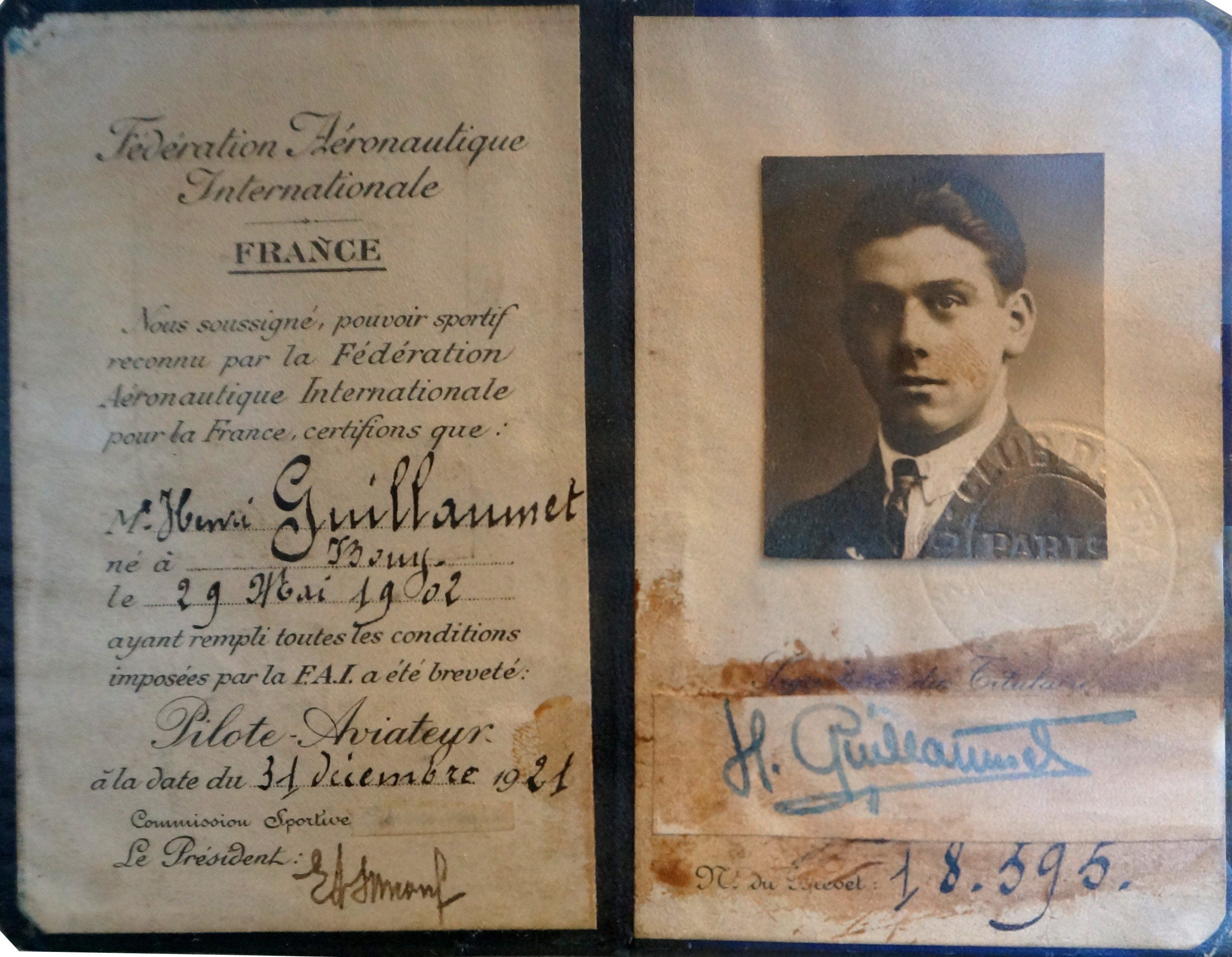
Le brevet de pilote d'Henri Guillaumet (1921, musée de Bouy).

L'avenue a reçu le nom d'Henri Guillaumet (1902-1940). Jeune pilote formé au 1er régiment d'aviation de chasse de Thionville, où il rencontre Jean Mermoz, il s'engage comme pilote de la compagnie Latécoère et participe au développement et au succès de la Compagnie générale aéropostale. En 1930, il échappe à la mort à la suite d'un accident dans les Andes argentines – exploit relaté par son collègue et ami, Antoine de Saint-Exupéry, dans son livre Terre des hommes. En novembre 1940, il meurt abattu par un avion de chasse italien alors que, travaillant pour Air France, il transporte Jean Chiappe, personnalité du régime de Vichy. À Toulouse, son nom a également été donné, dans le quartier de Montaudran, à une école maternelle (actuel no 14 chemin de Bitet) et une école élémentaire (actuel no 30 chemin de Bitet).
Depuis le XVe siècle, l'avenue était connue comme le chemin ou le grand-chemin de la Juncasse, puisque descendant des hauteurs de la colline du Calvinet, il aboutissait dans la plaine marécageuse de l'Hers au lieu-dit de la Juncasse (juncassa en occitan, « lieu couvert de joncs ») : ce nom désignait depuis le XIIe siècle au moins les terres qui se trouvaient au sud du chemin de Montrabé (actuelle route d'Agde),. Au XVIe siècle, on trouve également l'appellation de chemin de la Font-Servi : la font sèrvi (« fontaine » ou « source du réservoir » en occitan), connue aussi comme la font d'amor (« fontaine d'Amour » en occitan) se trouvait en haut de l'actuelle rue Benjamin-Baillaud, près de l'ancien carrefour qu'elle formait avec la rue Monserby. Ce n'est finalement qu'en 1947 que le chemin de la Juncasse prit, par décision de la municipalité dirigée par Raymond Badiou et largement issue des rangs de la Résistance, le nom d'Henri Guillaumet.

## Patrimoine et lieux d'intérêt

### Groupe scolaire Jolimont
Le groupe scolaire Jolimont est construit entre 1954 et 1955, afin de répondre à la croissance démographique du quartier de Jolimont. Il occupe une vaste parcelle d'environ 22 400 m2 à l'angle de la rue David-Elbaz, et regroupe une école maternelle (actuel no 16) et une école élémentaire (actuel no 14). Entre 2024 et 2025, des travaux, menés par l'agence toulousaine 360° Architecture, permettent d'agrandir l'école maternelle : l'extension compte deux nouvelles ailes, offrant de nouvelles salles de classe, ainsi que des espaces destinés aux activités périscolaires, aux dortoirs et à la cantine.

### Cité de Jolimont
La cité de Jolimont est construite en plusieurs tranches entre 1949 et 1961 par un groupement d'architectes : Roger Brunerie, Marie-Louise et René Cordier, Joachim et Pierre Génard, et Yves Vieulet. L'ensemble est représentatif de la construction des grands ensembles durant la période de la Reconstruction.
- no  1-7 : immeubles.
- no  9 : résidence Les Y. 
La résidence les Y, qui correspond à la dernière tranche de la cité de Jolimont, est construite entre 1960 et 1961. Elle tient son nom de son plan même, composé de Y imbriqués. Le bâtiment, long de 550 mètres, se développe en suivant la pente, le long de l'avenue Léon-Blum. Chaque corps de bâtiment compte sept étages, pour une hauteur totale de 26 mètres[6].

### Autres maisons
- no  44 : maison (années 1930).
- no  62 : maison (deuxième moitié du XIXe siècle)[7].